# أغار المانيتول والملح

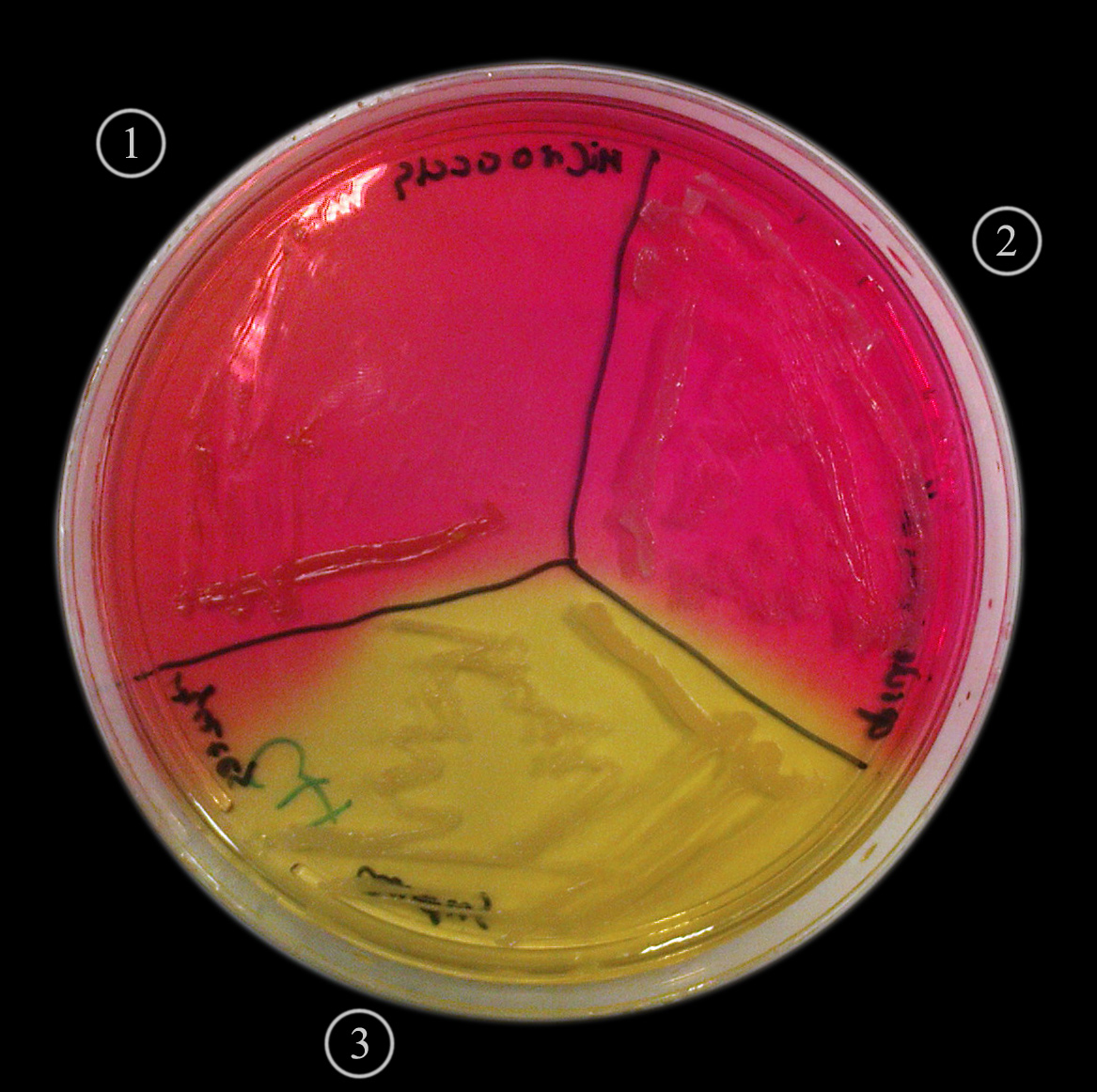
أغار المانيتول والملح مع مايكروكوكس 1 وعنقودية جلدية 2 وعنقودية ذهبية 3

أغار المانيتول والملح  عبارة عن وسط لنمو الأحياء الدقيقة. يساعد هذا الوسط على نمو نوع معين من البكتيريا هذا الوسط يعد مهماً في المختبرات الطبية للتفرق بين المكروبات الممرضة في وقت قصير. الوسط يحتوي على تركيز عالي من الملح (7% - 10%) ،جاعلاً الوسط محددا لنمو الميكرو كوكس Micrococcaceae والبكتيريا العنقودية. وأيضا يعتبر مفرق بين أنواع بكتيريا العنقودية باستخدام سكر المانيتول واستخدام محدد للاس الهيدروجيني (phenol red).البكتيريا ايجابية الكواقيوليز تأخذ مستعمراتها اللون الأصفر والبكتيريا الأخرى تأخذ اللون الأحمر.هذا الوسط يستخدم لعزل البكتيريا العنقودية الممرضة.

## النتائج المتوقعة
- البكتيريا العنقودية (ايجابية الغرام)المخمرة للمانتول : الوسط يأخذ اللون الأصفر
- البكتيريا العنقودية (ايجابية الغرام) الغير مخمرة للمناتول : الوسط لايتغير لونه
- البكتيريا العقدية (ايجابية الغرام) لا تنمو
- البكتيريا (سالبة الغرام) لا تنمو

## المكونات
أغار المانيتول والملح يحتوي على :- 
- غرام لكل لتر انزيم هاضم للكازيين
- 5.0 غرام لكل لتر من انزيم هاضم لأنسجة الحيوان
- 1.0 غرام لكل لتر مستخرج البقر
- 10.0 غرام لكل لتر مانيتول
- كلوريد الصوديوم 75.0 غرام لكل لتر
- الأحمر الفينولي 0.025غرام لكل لتر
- 15.0 غرام لكل لتر أغار
- الأس الهيدروجيني 7 ودرجة الحراة تكون 25° س

## روابط خارجية
- Mannitol Salt Agar Description & Formulation